# Charly Talbot
Charly Talbot (Vielsalm, 14 juni 1937 - 8 december 2003) was een Belgisch volksvertegenwoordiger en senator.

## Levensloop
De fabrieksbrigadier Talbot was afgevaardigde van het FGTB en derhalve aangesloten bij de PSB. Hij werd echter lid van het Rassemblement Wallon (RW), een partij die volgens hem beantwoordde aan de wensen van zijn vakbond met betrekking tot de Waalse autonomie.
Van 1974 tot 1977 zetelde hij voor het arrondissement Luik in de Kamer van volksvertegenwoordigers. Bij de ruk naar links van het Rassemblement Wallon in december 1976, koos hij voor deze richting en refereerde hij aan het federalisme van Pierre-Joseph Proudhon.
Als fractieleider van het Rassemblement Wallon in de Kamer interpelleerde hij de regering-Tindemans II over het Waalse staal. Zijn politieke vrienden Robert Moreau en Pierre Bertrand maakten deel uit van deze regering en lieten niet van zich horen. Na het stilzwijgen van de eerste minister, onthield de fractie van het RW zich op 3 maart 1977 bij de stemming over de begroting. Op vraag van Leo Tindemans werden beide ministers 's anderendaags ontslagen door de koning.
Na de verkiezingen van 17 april 1977, waarbij hij niet herkozen werd als Kamerlid, werd Talbot gecoöpteerd senator in de Belgische Senaat. Hij verloor zijn zetel bij de verkiezingen van 1978. Hij nam zijn vroegere job op, maar kon het niet meer gewoon worden. Samen met zijn echtgenote nam hij een boekhandel over in Herstal, tegenover de FN-fabriek. In 1984 keerde hij terug naar Vielsalm en werd er nachtwaker bij de Nationale Bank in Malmedy.